# Liste der meistgesprochenen Sprachen
Diese Liste der meistgesprochenen Sprachen sortiert die Sprachen der Welt nach ihrer Gesamtzahl an Sprechern (Muttersprachler und Zweit- bzw. Drittsprachler) sowie der Gesamtzahl an reinen Muttersprachlern. Die Zahl der gegenwärtig verwendeten menschlichen Sprachen liegt in der Größenordnung von etwa 7000. Bei etwa 200 Staaten auf der Welt ergibt das also einen rechnerischen Durchschnittswert von 35 Sprachen pro Staat. Mehr als die Hälfte aller Sprachen sind vom Sprachtod bedroht. Derzeit werden die häufigsten 200 Sprachen von 88 Prozent der Menschheit als Muttersprache oder Zweitsprache gesprochen, die Hälfte der Weltbevölkerung spricht eine der 43 meistgesprochenen Sprachen.
Da für viele Regionen der Welt keine verlässlichen Zahlen vorhanden sind, sind die folgenden Listen indikativ und nicht als exakte Reihenfolge zu verstehen. Herangezogenen Quellen können zu stark unterschiedlichen Sprecherzahlen führen, wenn sich Klassifikationen von Sprachen unterscheiden. So kann das Malaiische als eine Sprache angesehen werden, oder je nach Definition in verschiedene Sprachen wie z. B. Indonesisch oder Malaysisch unterteilt werden. Auch Zweitsprecher von Sprachen können oft nicht exakt ermittelt werden und ihre Anzahl beruht auf Definitionskriterien. So hat die englische Sprache je nach Quelle und Definition 370 Millionen Muttersprachler und bis zu zwei Milliarden Zweitsprecher.

## Liste der Sprachen nach der gesamten Anzahl an Sprechern (Ethnologue, 2022)
Liste der Sprachen mit mindestens 40 Millionen Sprechern weltweit nach der Gesamtzahl an Sprechern. Angegeben ist die Zahl an Erst-, Zweit- und Gesamtsprechern sowie die Sprachfamilie, zu der die Sprache gehört. Alle Angaben beruhen größtenteils auf der Datenbank Ethnologue des Instituts SIL International aus dem Jahr 2022, welches die weltweit umfangreichste Datenbank zu allen Sprachen führt. Sämtliche Angaben sind als Schätzungen zu betrachten.
| Rang | Sprache                            | Sprachfamilie             | Muttersprachler in Mio. | Zweitsprachler in Mio. | Gesamtsprecher in Mio. | Länder mit höchster Sprecherzahl                                                                            |
| ---- | ---------------------------------- | ------------------------- | ----------------------- | ---------------------- | ---------------------- | --- |
| 1    | Englisch                           | Indogermanische Sprachen  | 373                     | 1.080                  | 1.453                  | Vereinigtes Königreich, Commonwealth of Nations, Vereinigte Staaten                                         |
| 2    | Mandarin-Chinesisch                | Sinotibetische Sprachen   | 929                     | 199                    | 1.118                  | Volksrepublik China, Republik China (Taiwan)                                                                |
| 3    | Hindi                              | Indogermanische Sprachen  | 348                     | 262                    | 610                    | Indien |
| 4    | Spanisch                           | Indogermanische Sprachen  | 485                     | 74                     | 559                    | Mexiko, Kolumbien, Spanien, Vereinigte Staaten und weitere Länder Lateinamerikas                            |
| 5    | Französisch                        | Indogermanische Sprachen  | 80                      | 194                    | 274                    | Frankreich, Belgien, Schweiz, Algerien, Marokko, DR Kongo und weitere Länder Afrikas, Haiti, Kanada         |
| 6    | Hocharabisch                       | Afroasiatische Sprachen   | ...                     | 274                    | 274                    | Ägypten, Algerien, Saudi-Arabien                                                                            |
| 7    | Bengalisch                         | Indogermanische Sprachen  | 234                     | 39                     | 273                    | Bangladesch, Indien                                                                                         |
| 8    | Russisch                           | Indogermanische Sprachen  | 154                     | 104                    | 258                    | Russland und andere Länder der ehem. Sowjetunion                                                            |
| 9    | Portugiesisch                      | Indogermanische Sprachen  | 232                     | 25                     | 258                    | Brasilien, Portugal, Angola, Mosambik, Kap Verde, São Tomé und Príncipe, Guinea-Bissau, Osttimor            |
| 10   | Urdu                               | Indogermanische Sprachen  | 70                      | 161                    | 231                    | Pakistan, Indien                                                                                            |
| 11   | Indonesisch                        | Austronesische Sprachen   | 44                      | 155                    | 199                    | Indonesien                                                                                                  |
| 12   | Deutsch                            | Indogermanische Sprachen  | 100                     | 60                     | 160                    | Deutschland, Österreich, Schweiz, Luxemburg, Liechtenstein, Belgien, Italien, Namibia, Dänemark, Frankreich |
| 13   | Japanisch                          | Japanisch-Ryūkyū          | 125                     | 0,1                    | 125                    | Japan |
| 14   | Nigerianisches Pidgin              | Kreolsprache              | 5                       | 116                    | 121                    | Nigeria |
| 15   | Marathi                            | Indogermanische Sprachen  | 83                      | 16                     | 99                     | Indien |
| 16   | Telugu                             | Dravidische Sprachen      | 83                      | 13                     | 96                     | Indien |
| 17   | Türkisch                           | Turksprachen              | 82                      | 6                      | 88                     | Türkei |
| 18   | Tamil                              | Dravidische Sprachen      | 78                      | 8                      | 86                     | Indien, Sri Lanka                                                                                           |
| 19   | Kantonesisch                       | Sinotibetische Sprachen   | 85                      | 0,4                    | 86                     | Volksrepublik China                                                                                         |
| 20   | Vietnamesisch                      | Austroasiatische Sprachen | 85                      | 1                      | 86                     | Vietnam |
| 21   | Tagalog                            | Austronesische Sprachen   | 28                      | 54                     | 82                     | Philippinen                                                                                                 |
| 22   | Wu-Chinesisch                      | Sinotibetische Sprachen   | 82                      | 0,2                    | 82                     | Volksrepublik China                                                                                         |
| 23   | Koreanisch                         | (isoliert)                | 82                      | …                      | 82                     | Südkorea, Nordkorea                                                                                         |
| 24   | Iranisches Persisch                | Indogermanische Sprachen  | 56                      | 21                     | 77                     | Iran |
| 25   | Hausa                              | Afroasiatische Sprachen   | 51                      | 26                     | 77                     | Nigeria, Niger                                                                                              |
| 26   | Ägyptisch-Arabisch                 | Afroasiatische Sprachen   | 75                      | ...                    | 75                     | Ägypten |
| 27   | Swahili                            | Niger-Kongo-Sprachen      | 16                      | 55                     | 71                     | Tansania, Kenia, Uganda, Ruanda, Burundi, DR Kongo                                                          |
| 28   | Javanisch                          | Austronesische Sprachen   | 68                      | …                      | 68                     | Indonesien                                                                                                  |
| 29   | Italienisch                        | Indogermanische Sprachen  | 65                      | 3                      | 68                     | Italien, Schweiz, San Marino                                                                                |
| 30   | Westpanjabi                        | Indogermanische Sprachen  | 66                      | ...                    | 66                     | Pakistan, Indien                                                                                            |
| 31   | Kannada                            | Dravidische Sprachen      | 49                      | 15                     | 62                     | Indien |
| 32   | Gujarati                           | Indogermanische Sprachen  | 57                      | 5                      | 62                     | Indien |
| 33   | Thai                               | Tai-Kadai-Sprachen        | 21                      | 40                     | 61                     | Thailand |
| 34   | Amharisch                          | Afroasiatische Sprachen   | 32                      | 25                     | 58                     | Äthiopien                                                                                                   |
| 35   | Bhojpuri                           | Indogermanische Sprachen  | 52                      | 0,2                    | 53                     | Indien |
| 36   | Ostpanjabi                         | Indogermanische Sprachen  | 48                      | 4                      | 52                     | Pakistan, Indien                                                                                            |
| 37   | Polnisch                           | Indogermanische Sprachen  | 48                      | 2                      | 50                     | Polen |
| 38   | Min Nan Chinesisch (inkl. Hokkien) | Sinotibetische Sprachen   | 49                      | 0,4                    | 50                     | Volksrepublik China                                                                                         |
| 39   | Jin-Chinesisch                     | Sinotibetische Sprachen   | ...                     | ...                    | 47                     | Volksrepublik China                                                                                         |
| 40   | Yoruba                             | Niger-Kongo-Sprachen      | 44                      | 2                      | 46                     | Nigeria, Benin                                                                                              |
| 41   | Hakka                              | Sinotibetische Sprachen   | 44                      | 0,2                    | 44                     | Volksrepublik China                                                                                         |
| 42   | Burmesisch                         | Sinotibetische Sprachen   | 33                      | 10                     | 43                     | Myanmar |
| 43   | Sudanesisches Arabisch             | Afroasiatische Sprachen   | 33                      | 9                      | 42                     | Sudan |
| 44   | Algerisches Arabisch               | Afroasiatische Sprachen   | 35                      | 6                      | 40                     | Algerien |
| 45   | Lingala                            | Niger-Kongo-Sprachen      | 20                      | 20                     | 40                     | DR Kongo, Republik Kongo                                                                                    |

## Liste der Sprachen nach der gesamten Anzahl an Sprechern (CIA World Factbook, 2022)
Die zehn meistgesprochenen Sprachen nach der Gesamtzahl an Sprechern als Anteil der Weltbevölkerung waren nach Angaben des CIA World Fact Book im Oktober 2022:
| Rang | Sprache             | Sprachfamilie            | Sprecher als Anteil der Weltbevölkerung |
| ---- | ------------------- | ------------------------ | --------------------------------------- |
| 1    | Englisch            | Indogermanische Sprachen | 18,8 %                                  |
| 2    | Mandarin-Chinesisch | Sinotibetische Sprachen  | 13,8 %                                  |
| 3    | Hindi               | Indogermanische Sprachen | 7,5 %                                   |
| 4    | Spanisch            | Indogermanische Sprachen | 6,9 %                                   |
| 5    | Französisch         | Indogermanische Sprachen | 3,4 %                                   |
| 6    | Arabisch            | Afroasiatische Sprachen  | 3,4 %                                   |
| 7    | Bengalisch          | Indogermanische Sprachen | 3,4 %                                   |
| 8    | Russisch            | Indogermanische Sprachen | 3,2 %                                   |
| 9    | Portugiesisch       | Indogermanische Sprachen | 3,2 %                                   |
| 10   | Urdu                | Indogermanische Sprachen | 2,9 %                                   |

## Liste der Sprachen nach Anzahl an Muttersprachlern (Nationalencyclopedin, 2007)

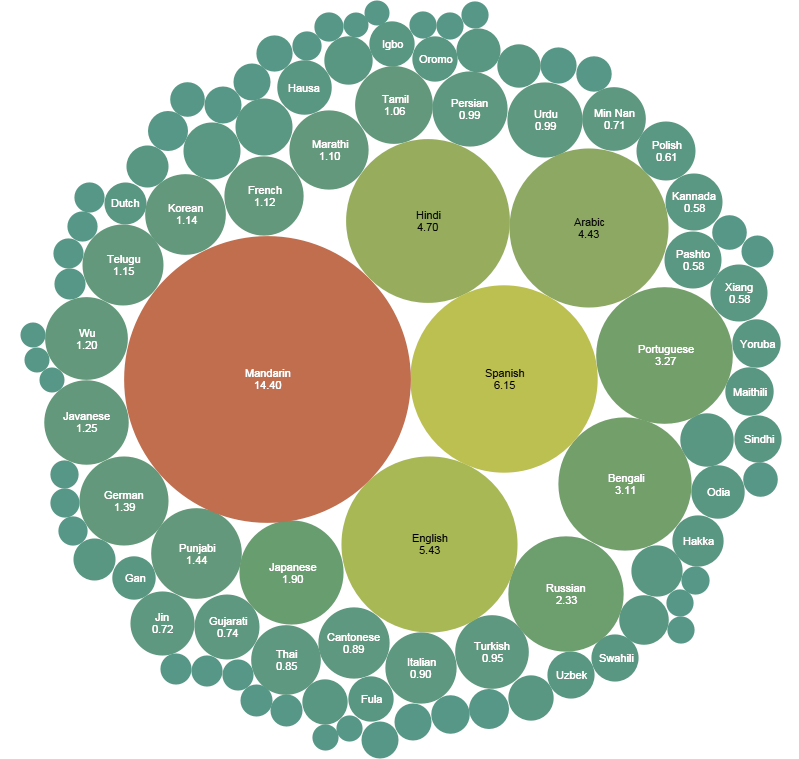
Top-100-Sprachen nach Muttersprachlern als Anteil an der Weltbevölkerung

Liste der Sprachen nach Anzahl an Muttersprachlern im Jahre 2007 sowie die Sprachfamilie, zu der die Sprache gehört, und das Land mit der höchsten Anzahl an Sprechern. Quelle ist die schwedische Enzyklopädie Nationalencyclopedin.
| Rang | Sprache              | Sprachfamilie             | Muttersprachler in Millionen Personen | Land mit meisten Sprechern                          |
| ---- | -------------------- | ------------------------- | ------------------------------------- | --------------------------------------------------- |
| 1    | Mandarin-Chinesisch  | Sinotibetische Sprachen   | 935                                   | Volksrepublik China                                 |
| 2    | Spanisch             | Indogermanische Sprachen  | 390                                   | Mexiko                                              |
| 3    | Englisch             | Indogermanische Sprachen  | 365                                   | Vereinigte Staaten                                  |
| 4    | Hindi                | Indogermanische Sprachen  | 295                                   | Indien                                              |
| 5    | Arabisch             | Afroasiatische Sprachen   | 280                                   | Ägypten                                             |
| 6    | Portugiesisch        | Indogermanische Sprachen  | 204                                   | Brasilien                                           |
| 7    | Bengalisch           | Indogermanische Sprachen  | 200                                   | Bangladesch                                         |
| 8    | Russisch             | Indogermanische Sprachen  | 160                                   | Russland                                            |
| 9    | Panjabi              | Indogermanische Sprachen  | 135                                   | Pakistan                                            |
| 10   | Japanisch            | Japanische Sprachen       | 125                                   | Japan                                               |
| 11   | Deutsch              | Indogermanische Sprachen  | 92                                    | Deutschland                                         |
| 12   | Javanisch            | Austronesische Sprachen   | 82                                    | Indonesien                                          |
| 13   | Wu-Chinesisch        | Sinotibetische Sprachen   | 80                                    | Volksrepublik China                                 |
| 14   | Urdu                 | Indogermanische Sprachen  | 80                                    | Pakistan                                            |
| 15   | Malaiisch            | Austronesische Sprachen   | 77                                    | Indonesien                                          |
| 16   | Telugu               | Dravidische Sprachen      | 76                                    | Indien                                              |
| 17   | Vietnamesisch        | Austroasiatische Sprachen | 76                                    | Vietnam                                             |
| 18   | Koreanisch           | Koreanische Sprachen      | 76                                    | Südkorea                                            |
| 19   | Französisch          | Indogermanische Sprachen  | 75                                    | Frankreich                                          |
| 20   | Marathi              | Indogermanische Sprachen  | 73                                    | Indien                                              |
| 21   | Tamil                | Dravidische Sprachen      | 70                                    | Indien                                              |
| 22   | Türkisch             | Turksprachen              | 63                                    | Türkei                                              |
| 23   | Italienisch          | Indogermanische Sprachen  | 59                                    | Italien                                             |
| 24   | Kantonesisch         | Sinotibetische Sprachen   | 59                                    | Volksrepublik China                                 |
| 25   | Thai                 | Tai-Kadai-Sprachen        | 56                                    | Thailand                                            |
| 26   | Gujarati             | Indogermanische Sprachen  | 49                                    | Indien                                              |
| 27   | Jin-Chinesisch       | Sinotibetische Sprachen   | 48                                    | Volksrepublik China                                 |
| 28   | Min-Nan-Chinesisch   | Sinotibetische Sprachen   | 47                                    | Taiwan                                              |
| 29   | Persisch             | Indogermanische Sprachen  | 45                                    | Iran                                                |
| 30   | Polnisch             | Indogermanische Sprachen  | 40                                    | Polen                                               |
| 31   | Paschtunisch         | Indogermanische Sprachen  | 39                                    | Afghanistan                                         |
| 32   | Kannada              | Dravidische Sprachen      | 38                                    | Indien                                              |
| 33   | Xiang-Chinesisch     | Sinotibetische Sprachen   | 38                                    | Volksrepublik China                                 |
| 34   | Malayalam            | Dravidische Sprachen      | 38                                    | Indien                                              |
| 35   | Sundanesisch         | Austronesische Sprachen   | 38                                    | Indonesien                                          |
| 36   | Hausa                | Afroasiatische Sprachen   | 34                                    | Nigeria                                             |
| 37   | Oriya                | Indogermanische Sprachen  | 33                                    | Indien                                              |
| 38   | Burmesisch           | Sinotibetische Sprachen   | 33                                    | Myanmar                                             |
| 39   | Hakka-Chinesisch     | Sinotibetische Sprachen   | 31                                    | Volksrepublik China                                 |
| 40   | Ukrainisch           | Indogermanische Sprachen  | 30                                    | Ukraine                                             |
| 41   | Bhojpuri             | Indogermanische Sprachen  | 29                                    | Indien                                              |
| 42   | Tagalog              | Austronesische Sprachen   | 28                                    | Philippinen                                         |
| 43   | Yoruba               | Niger-Kongo-Sprachen      | 28                                    | Nigeria                                             |
| 44   | Maithili             | Indogermanische Sprachen  | 28                                    | Indien                                              |
| 45   | Usbekisch            | Turksprachen              | 26                                    | Usbekistan                                          |
| 46   | Sindhi               | Indogermanische Sprachen  | 26                                    | Pakistan                                            |
| 47   | Amharisch            | Afroasiatische Sprachen   | 25                                    | Äthiopien                                           |
| 48   | Fulfulde             | Niger-Kongo-Sprachen      | 24                                    | Nigeria                                             |
| 49   | Rumänisch            | Indogermanische Sprachen  | 24                                    | Rumänien                                            |
| 50   | Oromo                | Afroasiatische Sprachen   | 24                                    | Äthiopien                                           |
| 51   | Igbo                 | Niger-Kongo-Sprachen      | 24                                    | Nigeria                                             |
| 52   | Aserbaidschanisch    | Turksprachen              | 23                                    | Iran                                                |
| 53   | Awadhi               | Indogermanische Sprachen  | 22                                    | Indien                                              |
| 54   | Gan-Chinesisch       | Sinotibetische Sprachen   | 22                                    | Volksrepublik China                                 |
| 55   | Cebuano              | Austronesische Sprachen   | 22                                    | Philippinen                                         |
| 56   | Niederländisch       | Indogermanische Sprachen  | 21                                    | Niederlande                                         |
| 57   | Kurdisch             | Indogermanische Sprachen  | 21                                    | Türkei                                              |
| 58   | Serbokroatisch       | Indogermanische Sprachen  | 19                                    | Bosnien und Herzegowina Serbien Kroatien Montenegro |
| 59   | Malagasy             | Austronesische Sprachen   | 18                                    | Madagaskar                                          |
| 60   | Saraiki              | Indogermanische Sprachen  | 17                                    | Pakistan                                            |
| 61   | Nepali               | Indogermanische Sprachen  | 17                                    | Nepal                                               |
| 62   | Swahili              | Niger-Kongo-Sprachen      | 16                                    | Tansania                                            |
| 63   | Singhalesisch        | Indogermanische Sprachen  | 16                                    | Sri Lanka                                           |
| 64   | Chittagonisch        | Indogermanische Sprachen  | 16                                    | Bangladesch                                         |
| 65   | Zhuang-Chinesisch    | Sinotibetische Sprachen   | 16                                    | Volksrepublik China                                 |
| 66   | Khmer                | Austroasiatische Sprachen | 16                                    | Kambodscha                                          |
| 67   | Turkmenisch          | Turksprachen              | 16                                    | Turkmenistan                                        |
| 68   | Assamesisch          | Indogermanische Sprachen  | 15                                    | Indien                                              |
| 69   | Maduresisch          | Austronesische Sprachen   | 15                                    | Indonesien                                          |
| 70   | Somali               | Afroasiatische Sprachen   | 15                                    | Somalia                                             |
| 71   | Marwari (Rajasthani) | Indogermanische Sprachen  | 14                                    | Indien                                              |
| 72   | Magahi               | Indogermanische Sprachen  | 14                                    | Indien                                              |
| 73   | Haryanvi             | Indogermanische Sprachen  | 14                                    | Indien                                              |
| 74   | Ungarisch            | Uralische Sprachen        | 13                                    | Ungarn                                              |
| 75   | Chhattisgarhi        | Indogermanische Sprachen  | 12                                    | Indien                                              |
| 76   | Griechisch           | Indogermanische Sprachen  | 12                                    | Griechenland                                        |
| 77   | Chichewa             | Niger-Kongo-Sprachen      | 12                                    | Malawi                                              |
| 78   | Dakhini              | Indogermanische Sprachen  | 11                                    | Indien                                              |
| 79   | Akan                 | Niger-Kongo-Sprachen      | 11                                    | Ghana                                               |
| 80   | Kasachisch           | Turksprachen              | 11                                    | Kasachstan                                          |
| 81   | Min-Bei-Chinesisch   | Sinotibetische Sprachen   | 10,9                                  | Volksrepublik China                                 |
| 82   | Sylheti              | Indogermanische Sprachen  | 10,7                                  | Bangladesch                                         |
| 83   | isiZulu              | Niger-Kongo-Sprachen      | 10,4                                  | Südafrika                                           |
| 84   | Tschechisch          | Indogermanische Sprachen  | 10,0                                  | Tschechien                                          |
| 85   | Kinyarwanda          | Niger-Kongo-Sprachen      | 9,8                                   | Ruanda                                              |
| 86   | Dhundari             | Indogermanische Sprachen  | 9,6                                   | Indien                                              |
| 87   | Haitianisches Kreol  | Kreolsprachen             | 9,6                                   | Haiti                                               |
| 88   | Min-Dong-Chinesisch  | Sinotibetische Sprachen   | 9,5                                   | Volksrepublik China                                 |
| 89   | Ilokano              | Austronesische Sprachen   | 9,1                                   | Philippinen                                         |
| 90   | Quechua              | Quechua-Sprachen          | 8,9                                   | Peru                                                |
| 91   | Kirundi              | Niger-Kongo-Sprachen      | 8,8                                   | Burundi                                             |
| 92   | Schwedisch           | Indogermanische Sprachen  | 8,7                                   | Schweden                                            |
| 93   | Hmong                | Hmong-Mien-Sprachen       | 8,4                                   | Volksrepublik China                                 |
| 94   | Shona                | Niger-Kongo-Sprachen      | 8,3                                   | Simbabwe                                            |
| 95   | Uigurisch            | Turksprachen              | 8,2                                   | Volksrepublik China                                 |
| 96   | Hiligaynon           | Austronesische Sprachen   | 8,2                                   | Philippinen                                         |
| 97   | Mòoré                | Niger-Kongo-Sprachen      | 7,6                                   | Burkina Faso                                        |
| 98   | isiXhosa             | Niger-Kongo-Sprachen      | 7,6                                   | Südafrika                                           |
| 99   | Belarussisch         | Indogermanische Sprachen  | 7,6                                   | Belarus                                             |
| 100  | Belutschisch         | Indogermanische Sprachen  | 7,6                                   | Pakistan                                            |
| 101  | Konkani              | Indogermanische Sprachen  | 7,4                                   | Indien                                              |

## Liste der Sprachen nach Anzahl an Muttersprachlern (CIA World Factbook, 2022)
Die elf meistgesprochenen Sprachen nach der Gesamtzahl an Muttersprechern als Anteil der Weltbevölkerung waren nach Angaben des CIA World Fact Book im Jahre 2022:
| Rang | Sprache             | Sprachfamilie            | Sprecher als Anteil der Weltbevölkerung |
| ---- | ------------------- | ------------------------ | --------------------------------------- |
| 1    | Mandarin-Chinesisch | Sinotibetische Sprachen  | 12,3 %                                  |
| 2    | Spanisch            | Indogermanische Sprachen | 6,0 %                                   |
| 3    | Englisch            | Indogermanische Sprachen | 5,1 %                                   |
| 4    | Arabisch            | Afroasiatische Sprachen  | 5,1 %                                   |
| 5    | Hindi               | Indogermanische Sprachen | 3,5 %                                   |
| 6    | Bengalisch          | Indogermanische Sprachen | 3,3 %                                   |
| 7    | Portugiesisch       | Indogermanische Sprachen | 3,0 %                                   |
| 8    | Russisch            | Indogermanische Sprachen | 2,1 %                                   |
| 9    | Japanisch           | Japanische Sprachen      | 1,7 %                                   |
| 10   | Panjabi             | Indogermanische Sprachen | 1,3 %                                   |
| 11   | Indonesisch         | Austronesische Sprachen  | 1,1 %                                   |